# Protankyra grayi
Protankyra grayi is een zeekomkommer uit de familie Synaptidae.
De wetenschappelijke naam van de soort werd in 1967 gepubliceerd door David Pawson.